# Trachelochismus melobesia
Trachelochismus melobesia je riba iz porodine Gobiesocidae. Demerzalna vrsta može se naći u vodama oko Novog Zelanda, na dubinama do 36 metara, uz stjenovite bale. Naraste maksimalno do 5 do cm.
Novozelsndski endem, hrani se malenim račićima i mekušcima.